# Садовський Іван Михайлович
Іва́н Миха́йлович Садо́вський (1855 — 1911) — ветеринарний лікар, анатом, мікробіолог, один з організаторів ветеринарної справи в Україні і в Російській імперії в цілому.

## З життєпису
1879 закінчив Харківський ветеринарний інститут, 1890—1904 його професор, 1904—1907 — директор Варшавського ветеринарного Інституту; згодом завідував ветеринарно-бактеріологічною лабораторією Міністерства Внутрішніх Справ.
Праці з питань ветер. анатомії, хірургії та епізоотології (сап, чума великої рогатої худоби та ін.). Садовський разом з Л. Ценковським один з перших виготував і застосував у життя вакцину проти сибірки, відому під назвою «Вакцина Ценковського».